# Magdalena Osińska
Magdalena Beata Osińska (ur. 1963) – polska ekonomistka, profesor nauk ekonomicznych.

## Życiorys
W 1987 r. ukończyła studia ekonomiczne na Uniwersytecie Mikołaja Kopernika w Toruniu, w 1994 r. obroniła pracę doktorską pt. Metody testowania przyczynowości zjawisk ekonomicznych, której promotorem był prof. Zygmunt Zieliński, w 2000 r. habilitowała się na podstawie pracy zatytułowanej Ekonometryczne modelowanie oczekiwań gospodarczych. W 2009 r. uzyskała tytuł profesora nauk ekonomicznych.
Została pracownikiem naukowym na Uniwersytecie Mikołaja Kopernika w Toruniu i w Wyższej Szkole Gospodarki w Bydgoszczy.
Jest członkiem Komitetu Statystyki i Ekonometrii PAN.